# 2022 у кіно
2022 у кіно — огляд подій, що відбулися у 2022 році у кінематографі, у тому числі найкасовіші фільми, церемонії нагородження, фестивалі, а також список фільмів , що вийшли, та список померлих діячів у кіно.

## Фільми

### Поквартальний календар
Нижче наведені таблиці фільмів відсортованих відносно дати виходу в прокат в Україні.
Відомості взяті з таких джерел:
- Сайти вітчизняних дистриб'юторів: B&H Film Distribution Company [Архівовано 9 серпня 2017 у Archive.is], Ukrainian Film Distribution [Архівовано 16 січня 2020 у Wayback Machine.], Кіноманія [Архівовано 30 липня 2011 у Wayback Machine.] та Артхаус Трафік [Архівовано 7 квітня 2022 у Wayback Machine.]
- Сайти kino-teatr.ua [Архівовано 6 червня 2020 у Wayback Machine.], kinofilms.com.ua [Архівовано 16 лютого 2016 у Wayback Machine.] та multikino.com.ua [Архівовано 14 грудня 2011 у Wayback Machine.]

#### Січень— Березень
| Прем'єра        | Прем'єра                                   | Назва                                | Країна                                                                                              | Творці й актори | Жанр                              | Дистр.             | Дж.    |
| --------------- | ------------------------------------------ | ------------------------------------ | --------------------------------------------------------------------------------------------------- | --- | --------------------------------- | ------------------ | ------ |
| С І Ч Е Н Ь     | 6                                          | «355»                                | США                                                                                                 | Режисер: Саймон Кінберг; Актори: Пенелопа Крус, Джессіка Честейн, Дайан Крюгер, Фань Бінбін, Лупіта Ньон'о | триллер                           | UFD                |        |
| С І Ч Е Н Ь     | 6                                          | «Король Річард: Виховуючи чемпіонок» | США                                                                                                 | Режисер: Рейнальдо Маркус Ґрін; Актори: Вілл Сміт, Джон Бернтал, Онжаню Елліс, Санія Сідні, Демі Сінґлетон | біографія, спортивний             | Кіноманія          |        |
| С І Ч Е Н Ь     | 6                                          | «Помста Землі»                       | КНР                                                                                                 | Режисер: Цзюнь Лі; Актори: Чжу Ілонґ, Хуан Чжічжун, Чен Шу, Цзяо Цзюнянь, Чен Тайшень | бойовик, екшн, катастрофа         | Кіноманія          |        |
| С І Ч Е Н Ь     | 6                                          | «Афект»                              | Велика Британія                                                                                     | Режисер: Енейл Карія; Актори: Бен Вішоу | трилер                            | UFD                | [ 1 ]  |
| С І Ч Е Н Ь     | 13                                         | «Крик»                               | США                                                                                                 | Режисер: Метт Беттінеллі-Олпін, Тайлер Джиллетт; Актори: Нів Кемпбелл, Кортні Кокс, Девід Аркетт, Ділан Міннетт | жахи                              | B&H                |        |
| С І Ч Е Н Ь     | 13                                         | «Глибока вода»                       | США                                                                                                 | Режисер: Едріан Лайн; Актори: Бен Аффлек, Ана де Армас, Джейкоб Елорді, Рейчел Бленчард, Крістен Конноллі | трилер                            | Кіноманія          |        |
| С І Ч Е Н Ь     | 13                                         | «Кінгс Мен»                          | США · Велика Британія                                                                               | Режисер: Метью Вон; Актори: Рейф Файнз, Джемма Артертон, Ріс Іванс, Том Голландер, Даніель Брюль, Джимон Гонсу, Чарлз Денс | пригоди                           | Кіноманія          | [ 2 ]  |
| С І Ч Е Н Ь     | 13                                         | «Мій вовк»                           | Франція                                                                                             | Режисер: Дені Імбер; Актори: Чеки Каріо, Марк Жиллен, Венсан Ельбаз, Ерік Елмоснино | драма                             | Кіноманія          | [ 3 ]  |
| С І Ч Е Н Ь     | 13                                         | «Справжній Санта»                    | Україна                                                                                             | Режисер: Маркіян Мірошниченко; Актори: Богдан Бенюк, Олександр Попов, Ксенія Мішина, Дар'я Петрожицька, Володимир Шумко, Михайло Аугуст, Анна Добриднєва                                                                                                   | комедія                           | UFD                | [ 4 ]  |
| С І Ч Е Н Ь     | 20                                         | «Алея жаху»                          | США                                                                                                 | Режисер: Ґільєрмо дель Торо; Актори: Кейт Бланшетт, Бредлі Купер, Руні Мара, Пол Андерсон, Віллем Дефо, Мері Стінберґен, Тоні Коллетт, Рон Перлман | детектив, драма, трилер           | Кіноманія          |        |
| С І Ч Е Н Ь     | 20                                         | «Голос кохання»                      | Франція · Канада                                                                                    | Режисерка: Валері Лемерсьє; Актори: Валері Лемерсьє, Мейнард Баґанґ, Сільвен Марсель, Ділан Раффін, Роджер Кросс | драма                             | Кіноманія          |        |
| С І Ч Е Н Ь     | 20                                         | «Стоп-Земля»                         | Україна                                                                                             | Режисерка: Катерина Горностай; Актори: Маша Федорченко, Саша Іванов, Яна Ісаєнко, Сєня Марков | мелодрама, coming-of-age          | Артхаус Трафік     |        |
| С І Ч Е Н Ь     | 20                                         | «Песики на варті»                    | США                                                                                                 | Режисер: Алекс Меркін; Актори: Джеррі О'Коннелл, Дженніфер Лав Г'юїтт, Роб Шнайдер, Дольф Лундґрен | комедія, сімейний                 | UFT                | [ 5 ]  |
| С І Ч Е Н Ь     | 27                                         | «Ми – монстри 2»                     | Німеччина · Велика Британія                                                                         | Режисер: Гольґер Таппе; Актори: Емілі Вотсон, Джейсон Айзекс, Нік Фрост | анімація                          | Кіноманія          |        |
| Л Ю Т И Й       | 02                                         | «Найкращі вихідні»                   | Україна                                                                                             | Режисер: Влад Климчук; Актори: Дар'я Петрожицька, Еліас Райхерт, Ганс Йорг Бертхольд, Ірма Вітовська, Аліна Чебан, Богдан Осадчук, Георгій Хостікоєв | комедія                           | Кіноманія          |        |
| Л Ю Т И Й       | 03                                         | «Чорний телефон»                     | США                                                                                                 | Режисер: Скотт Дерріксон; Актори: Ітан Гоук, Джеремі Девіс, Джеймс Ренсон, Мадлен Макґроу | горор                             | B&H                |        |
| Л Ю Т И Й       | 03                                         | «Тріумф»                             | Франція                                                                                             | Режисер: Еммануель Курколь; Актори: Кад Мерад, Девід Аяла, Ламін Чиссоко | комедія                           | Артхаус Трафік     |        |
| Л Ю Т И Й       | 10                                         | «Uncharted: Незвідане»               | США                                                                                                 | Режисер: Колін Треворроу; Актори: Том Голланд, Марк Волберґ, Антоніо Бандерас | B&H                               | пригоди, екшн      |        |
| Л Ю Т И Й       | 10                                         | «Вийду за тебе»                      | США                                                                                                 | Режисер: Кет Койро; Актори: Дженніфер Лопес, Оуен Вілсон, Малума | B&H                               | романтична комедія |        |
| Л Ю Т И Й       | 10                                         | «Смерть на Нілі»                     | США                                                                                                 | Режисер: Кеннет Брана; Актори: Кеннет Брана, Ґаль Ґадот, Армі Гаммер | романтична комедія                | Кіноманія          |        |
| Л Ю Т И Й       | 17                                         | «Агент 117: З Африки з любов'ю»      | Франція                                                                                             | Режисер: Ніколя Бедос; Актори: Жан Дюжарден, П'єр Ніне, Мелоді Каста, Наташа Ліндінжер | бойовик, комедія                  | Кіноманія          | [ 6 ]  |
| Л Ю Т И Й       | 17                                         | «Пригоди на місяці»                  | Німеччина · Австрія                                                                                 | Режисер: Алі Самаді Ахаді; Актори: Алекс Ле, Ліліан Ґартнер, Елізабет Кенеттіс | анімація, пригодницький, сімейний | Кіноманія          | [ 7 ]  |
| Л Ю Т И Й       | 17                                         | «Носоріг»                            | Україна                                                                                             | Режисер: Олег Сенцов; Актори: Сергій Філімонов, Іван Тамашев, Дмитро Діма, Євген Григор'єв, Ірина Мак, Аліна Зєвакова | кримінал, драма                   | Артхаус Трафік     | [ 8 ]  |
| Л Ю Т И Й       | 24                                         | «Ліга монстрів»                      | США                                                                                                 | Режисер: Хеміш Ґрів; Актори: Джеральдіна Вісванатан, Вілл Арнетт, Террі Крюс, Беккі Лінч, Роман Рейнс | анімаційна пригода                | B&H                |        |
| Л Ю Т И Й       | 24                                         | «Велика прогулянка»                  | Україна                                                                                             | Режисер: Олег Зборовський; Актори: Юрій Ткач, Олена Кравець, Андрій Ісаєнко, Ірина Гатун, Михайло Жонін, Олексій Завгородній/Позитив, Ілля Паладін, Марго Крупіна-Біньковська, Вероніка Лук’яненко, Алекс Березовський, Валерій Швець, Владислав Писаренко | комедія, сімений                  | Кіноманія          | [ 9 ]  |
| Л Ю Т И Й       | 24                                         | «Апекс: Смертельний квест»           | США                                                                                                 | Режисер: Едвард Дрейк; Актори: Брюс Вілліс, Ніл Макдонаф | екшн, трилер                      | Артхаус Трафік     | [ 10 ] |
| Б Е Р Е З Е Н Ь |                                            |                                      | | |                                   |                    |        |
| 3               | «Сусідка»                                  | Україна                              | Режисерка: Наталя Пасеницька; Актори: Ксенія Мішина, Артемій Єгоров, Jerry Heil, Анна Трінчер       | романтична комедія | B&H                               |                    |        |
| 3               | «Бетмен»                                   | США                                  | Режисер: Метт Рівз; Актори: Роберт Паттінсон, Колін Фаррелл, Зої Кравітц, Енді Серкіс, Пол Дано     | кінокомікс, кримінал, бойовик | Кіноманія                         | [ 11 ]             |        |
| 3               | «Задоволення»                              | Швеція · Нідерланди · Франція        | Режисер: Нінья Тюберґ; Актори: Софія Каппель                                                        | відверта драма | Артхаус Трафік                    | [ 12 ]             |        |
| 10              | «Еґреґор»                                  | Україна · Польща · США               | Режисер: Станіслав Капралов; Актори: Омрі Роуз, Олена Лавренюк, Валерія Караман, Анджей Зелінський  | містичний трилер | B&H                               |                    |        |
| 10              | «Я червонію»                               | США                                  | Режисер: Домі Ші; Актори: Розалі Чіан, Сандра О, Ава Морс, Майтреї Рамакрішнан, Хуейн Пак           | анімація, сімейний | Кіноманія                         | [ 13 ]             |        |
| 17              | «Абатство Даунтон 2»                       | Велика Британія · США                | Режисер: Саймон Кертіс; Актори: Г'ю Денсі, Лора Хеддок, Наталі Бай, Домінік Вест                    | епічна історія | B&H                               |                    |        |
| 17              | «Операція «Фортуна»: Мистецтво перемагати» | Велика Британія                      | Режисер: Ґай Річі; Актори: Джейсон Стейтем, Г’ю Ґрант, Джош Гарнетт, Обрі Плаза                     | бойовик, екшн | Кіноманія                         | [ 14 ]             |        |
| 24              | «Загублене місто D»                        | США                                  | Режисер: Адам Ні, Аарон Ні; Актори: Сандра Буллок, Ченнінг Татум, Бред Пітт, Денієл Редкліфф        | пригоди, комедія | B&H                               |                    |        |
| 24              | «Поганці»                                  | США                                  | Режисер: П'єр Періфель; Актори: Сем Роквелл, Аквафіна, Ентоні Рамос, Крейг Робінсон, Марк Марон     | анімація, пригоди | B&H                               |                    |        |
| 24              | «Я, Побєда і Берлін»                       | Україна                              | Режисерка: Ольга Ряшина; Актори: Іван Бліндар, Марія Стопник, Володимир Гева                        | пригоди, роуд-муві, комедія | Кіноманія                         | [ 15 ]             |        |
| 31              | «Швидка»                                   | США                                  | Режисер: Майкл Бей; Актори: Джейк Джилленгол, Ейса Гонсалес, Яг'я Абдул-Матін II                    | кримінальний екшн | B&H                               |                    |        |
| 31              | «Їжак Сонік 2»                             | США                                  | Режисер: Джефф Фоулер; Актори: Бен Шварц, Джим Керрі, Джеймс Марсден, Коллін О'Шонессі, Ідріс Ельба | пригоди, комедія | B&H                               |                    |        |

## Померли
- 6 січня — Сідні Пуатьє, американський актор.
- 7 січня — Тимофєєвський Олександр Павлович, радянський і російський сценарист.
- 13 січня — Жан-Жак Бенекс, французький режисер, сценарист і продюсер.
- 14 січня:
  - Брожовський Борис Леонідович, радянський і російський кінооператор.
  - Вознесенська Анастасія Валентинівна, радянська і російська акторка.
  - Гончаров Володимир Максимович, радянський і український режисер, аніматор, художник.
- 16 січня — Лисецький Сергій Опанасович, український кінооператор і режисер.
- 19 січня:
  - Антоніна Гірич, польська акторка.
  - Гаспар Ульєль, французький актор.
- 20 січня — Міт Лоф, американський музикант і актор.
- 21 січня:
  - Арніс Ліцитіс, радянський і латвійський актор театру та кіно.
  - Луї Андерсон, американський комік і актор.
- 23 січня — Барбара Краффтувна, польська акторка.
- 24 січня — Тадеуш Брадецький, польський актор і режисер.
- 30 січня:
  - Куравльов Леонід В'ячеславович, радянський і російський актор.
  - Мережко Віктор Іванович, радянський і російський сценарист.
- 2 лютого:
  - Моніка Вітті, італійська акторка.
  - Еціо Фріджеріо, італійський сценограф і художник по костюмах.
- 5 лютого — Куценко Валентина Павлівна, радянська і російська акторка.
- 6 лютого — Лата Мангешкар, індійська співачка та акторка.
- 7 лютого — Маргарита Лосано, іспанська акторка.
- 12 лютого:
  - Айван Райтман, канадський продюсер і режисер.
  - Кирієнко Зінаїда Михайлівна, радянська і російська акторка.
- 18 лютого — Юхтін Геннадій Гаврилович, радянський і російський актор.
- 21 лютого — Літус Микола Гнатович, радянський український кінорежисер.
- 27 лютого — Сумська Ганна Іванівна, українська акторка.
- 6 березня:
  - Веселовська Ніна Валентинівна, радянська і російська акторка.
  - Лі Павло Романович, український актор.
- 11 березня — Ібрагімбеков Рустам Ібрагімович, радянський і азербайджанський сценарист та режисер.
- 13 березня — Вільям Герт, американський актор.
- 14 березня — Такарада Акіра, японський актор.
- 21 березня — Мельников Віталій В'ячеславович, радянський і російський режисер та сценарист.
- 23 березня — Померанцев Юрій Борисович, радянський і казахстанський актор та режисер.
- 1 квітня — Яковлєва Олександра Євгенівна, радянська і російська акторка.
- 2 квітня — Естель Гарріс, американська акторка.
- 12 квітня — Гілберт Готтфрід, американський актор і комік.
- 13 квітня — Мішель Буке, французький актор.
- 16 квітня — Анастасьєва Маргарита Вікторівна, радянська і російська акторка.
- 17 квітня — Катрін Спаак, бельгійсько-італійська акторка.
- 21 травня — Величко Наталія Яківна, радянська і російська акторка театру і кіно, кінорежисерка.
- 26 травня — Рей Ліотта, американський актор.
- 17 червня — Жан-Луї Трентіньян, французький актор і режисер.
- 20 червня — Регімантас Адомайтіс, радянський і литовський актор.
- 26 червня — Горобець Юрій Васильович, радянський і російський актор.
- 6 липня — Джеймс Каан, американський актор.
- 11 липня — Мажуга Юрій Миколайович, радянський і український актор.
- 19 липня — Писанка Руслана Ігорівна, українська акторка і телеведуча.
- 24 липня — Вітаутас Ромульдас Томкус, литовський актор.
- 12 серпня — Енн Гейч, американська акторка.
- 21 серпня — Лебедєв Микола Сергійович, радянський і російський актор.
- 29 серпня — Чарлбі Дін, південноафриканська акторка.
- 6 вересня — Жуст Жакен, французький режисер.
- 7 вересня — Марша Гант, американська акторка.
- 13 вересня — Жан-Люк Годар, французько-швейцарський режисер, актор, сценарист та продюсер.
- 17 вересня — Масленников Ігор Федорович, радянський і російський режисер та сценарист.
- 22 вересня — Хорхе Фонс, мексиканський режисер і сценарист.
- 23 вересня:
  - Францішек Печка, польський актор.
  - Луїза Флетчер, американська акторка.
- 11 жовтня — Анджела Ленсбері, британсько-американська акторка.
- 14 жовтня — Роббі Колтрейн, шотландський актор.
- 20 листопада — Мікі Кун, американський актор.
- 1 грудня — Мілен Демонжо, французька акторка.
- 4 грудня — Дубровін Юрій Дмитрович, радянський, український і російський кіноактор.
- 5 грудня — Кірсті Еллі, американська акторка.